# Leonardo Mascheroni
Pedro Leonardo Mascheroni (n. en 1935 en San Miguel de Tucumán) es un físico argentino que desarrolló su carrera en Estados Unidos que, de acuerdo con el gobierno estadounidense, trató de vender secretos nucleares a un agente del Buró Federal de Investigaciones (FBI) que actuaba como si fuese un espía venezolano.
«Las autoridades estadounidenses hicieron hincapié en que el gobierno venezolano no tenía papel en el asunto».

## Biografía
Mascheroni, originario de Argentina, se mudó a los Estados Unidos en 1963 para estudiar en la Universidad de California en Berkeley, donde obtuvo un doctorado. Se convirtió en ciudadano estadounidense en 1972. 
Trabajó en Laboratorio Nacional de Los Álamos, de 1979 a 1987. En la década de 1980 era sospechoso por algunos de sus superiores de ser un espía de Argentina y, aunque nunca fue acusado (y no hay evidencia encontrada por el FBI), fue despojado de su autorización de seguridad y finalmente despedido de Los Álamos en 1987.
Salió de Los Álamos después de una controversia en torno a su idea de utilizar el láser de fluoruro de hidrógeno para generar fusión nuclear. Desde entonces, ha sido un crítico acérrimo de Los Álamos y ha tratado de presionar al Congreso de los Estados Unidos para financiar su idea. Según el diario The Miami Herald, ha sido descripto como un «loco» y un «profeta». Está casado con Marjorie Roxby Mascheroni, una extécnica que también trabajó en Los Álamos.

## Investigación del 2009
En 2009, el FBI allanó la casa de Mascheroni en sospecha de ser un espía, una acusación que negó en una entrevista con el diario Albuquerque Journal: 

“Me hubiera ido de este país ya si yo hubiera sido un espía. Los espías no presentan su caso frente al Congreso y deja todo aquí, todos sus archivos y computadoras,para que el FBI venga y lo encuentre”.

Algunos colegas científicos defendieron a Mascheroni en el momento, diciendo que él no era un espía.

## Procesamiento en 2010
En 2010, Mascheroni fue acusado bajo sospecha de vender información clasificada. Según los Estados Unidos, Mascheroni presuntamente le dijo a un hombre que cree que es de la Embajada Venezolana que podía ayudar a ese país a desarrollar una bomba nuclear dentro de diez años, utilizando un reactor nuclear subterráneo secreto. El hombre resultó ser un agente encubierto del FBI, y posteriormente Mascheroni fue arrestado. 
Mascheroni, presuntamente como agente venezolano falso, quiso cobrar 793.000 dólares por un documento de 132 páginas, que tituló «Un Programa de disuasión para Venezuela». Mascheroni también estuvo interesado en la obtención de la ciudadanía venezolana. Él negó las acusaciones, alegando que estaba simplemente «impulsado por la ciencia». 
Hugo Chávez, quien ha negado estar interesado en el desarrollo de armas nucleares, ha sido crítico de la conducta de los Estados Unidos en el caso Mascheroni, «lo que sugiere que el FBI creó deliberadamente una campaña de desinformación».

## Sentencia en enero de 2015
El 21 de junio de 2013, Mascheroni y su esposa se declararon culpables en una Corte Federal de Estados Unidos. Mascheroni fue sentenciado en la última semana de enero de 2015 a 5 años de cárcel y 3 de libertad bajo vigilancia por haber intentado vender información confidencial para ayudar a Venezuela a desarrollar un arma atómica. Su esposa Marjorie fue condenada a un año y un día de prisión por confabularse con su esposo para vender secretos nucleares.